# 옐레나 다닐로바
옐레나 유리예브나 다닐로바(러시아어: Елена Юрьевна Данилова, 1987년 6월 17일 ~ )는 러시아의 전직 여자 축구 선수이다. 선수 시절 포지션은 공격수였다.

## 클럽 경력
11세 시절부터 축구를 시작했으며 2001년에 에네르기야 보로네시에 입단하면서 데뷔했다. 2004년까지 에네르기야 보로네시 소속으로 활동하면서 에네르기야 보로네시의 쳄피오나트 로시 포 푸트볼루 스레디 젠신 2회 우승에 기여했다. 2005년에는 랴잔 VDV로 이적했고 2006년에는 스파르타크 모스크바로 이적했다.
2007년에 미국 위민스 프리미어 사커 리그에 소속되어 있던 여자 축구 클럽인 FC 인디애나로 자리를 옮겼고 2007 위민스 프리미어 사커 리그 시즌에서 FC 인디애나의 우승에 기여했다. 하지만 심각한 무릎 부상으로 인하여 2008 위민스 프리미어 사커 리그 시즌에는 참가하지 않았고 2009 위민스 프리미어 사커 리그 시즌의 일부 경기에도 출전하지 못했다.
2009년에 로시얀카로 이적하면서 쳄피오나트 로시 포 푸트볼루 스레디 젠신 무대에 복귀했다. 2009 러시아 여자컵 시즌에서 로시얀카의 우승에 기여했고 2010년에 친정 팀인 에네르기야 보로네시로 복귀했다. 2012년부터 2018년에 은퇴할 때까지 친정 팀인 랴잔 VDV 소속으로 활동하면서 랴잔 VDV의 쳄피오나트 로시 포 푸트볼루 스레디 젠신 2회 우승, 러시아 여자컵 1회 우승에 기여했다.

## 국가대표 경력
16세 시절이던 2003년에 러시아 여자 U-19 축구 국가대표팀·러시아 여자 축구 국가대표팀 선수로 데뷔했다. 미국에서 개최된 2003년 FIFA 여자 월드컵에서는 독일과의 8강전 경기에 교체 출전하여 1골을 기록했으나 러시아는 독일에 1-7 패배를 기록하면서 탈락했다. 핀란드에서 개최된 2004년 UEFA U-19 여자 축구 선수권 대회에서는 러시아의 준결승전 진출에 기여했다.
헝가리에서 개최된 2005년 UEFA U-19 여자 축구 선수권 대회에서 9골을 기록하여 러시아의 우승에 기여했으며 대회 MVP로 선정되는 영예를 안았다. 스위스에서 개최된 2006년 UEFA U-19 여자 축구 선수권 대회에서는 러시아의 준결승전 진출에 기여했고 러시아에서 개최된 2006년 FIFA U-20 세계 여자 축구 선수권 대회에 참가하여 러시아의 8강전 진출에 기여했다. 핀란드에서 개최된 UEFA 여자 유로 2009에 참가한 러시아 여자 축구 국가대표팀 명단에 이름을 올렸으나 러시아는 조별 예선에서 3패를 기록하면서 탈락했다.
네덜란드에서 개최된 UEFA 여자 유로 2017에서는 이탈리아와의 조별 예선 경기에서 러시아의 1번째 골을 기록하여 러시아의 2-1 승리에 기여했다. 하지만 러시아는 스웨덴·독일과의 조별 예선 경기에서 연달아 패배하면서 탈락했다. 2018년에 러시아 여자 축구 국가대표팀에서 은퇴할 때까지 52경기에 출전하여 21골을 기록했다.

## 수상

### 클럽
에네르기야 보로네시
- 쳄피오나트 로시 포 푸트볼루 스레디 젠신 2회 우승 (2002, 2003)

FC 인디애나
- 위민스 프리미어 사커 리그 1회 우승 (2007)

로시얀카
- 러시아 여자컵 1회 우승 (2009)

랴잔 VDV
- 쳄피오나트 로시 포 푸트볼루 스레디 젠신 2회 우승 (2013, 2017)
- 러시아 여자컵 1회 우승 (2014)

### 국가대표
- 2005년 UEFA U-19 여자 축구 선수권 대회 우승

### 개인
- 2005년 UEFA U-19 여자 축구 선수권 대회 MVP 선정
- 2005년 UEFA U-19 여자 축구 선수권 대회 득점왕 수상
- 쳄피오나트 로시 포 푸트볼루 스레디 젠신 득점왕 3회 수상 (2013, 2017, 2018)